# Wambeler SV
Der Wambeler SV (offiziell: Wambeler Spielverein 1920 e.V.) ist ein Sportverein aus dem Dortmunder Stadtteil Wambel. Die erste Handballmannschaft der Frauen spielte zwei Jahre in der 2. Bundesliga.

## Geschichte
Der Verein wurde am 3. Juli 1920 gegründet. Neben Handball bietet der Verein die Sportarten Fußball, Turnen und Gymnastik, Karate, Badminton und Skisport an. Der Wambeler SV hat über 1.000 Mitglieder.

### Handball
Nachdem es bereits von 1928 bis 1930 eine Handballabteilung gegeben hatte, wurde die Sparte im Jahre 1946 neu gegründet. Die Frauenmannschaft spielte jahrzehntelang zwischen Landesliga und Kreisliga, ehe in den 1980er und 1990er Jahren ein sportlicher Höhenflug begann. 1992 stieg die Mannschaft in die Oberliga Westfalen auf und bildete ein Jahr später mit der ÖSG Viktoria Dortmund die Spielgemeinschaft HSG Wambel/Körne. Unter diesem Namen gelang der Aufstieg in die Regionalliga West, ehe 1998 die Aufstiegsrunde zur 2. Bundesliga erreicht wurde. Nach dem Aufstieg wurde die Spielgemeinschaft wieder aufgelöst und die Mannschaft trat als Wambeler SV in der Zweitligasaison 1998/99 an. Dort erreichte die Mannschaft den drittletzten Platz und schaffte den Klassenerhalt nur durch den freiwilligen Rückzug des VfL Oldesloe. Ein Jahr später stieg die Mannschaft als Vorletzter wieder in die Regionalliga ab. Aus finanziellen Gründen verzichtete der Verein auf den Start dort und spielte in der Verbandsliga weiter.

### Fußball
Die Fußballer des Wambeler SV spielten von 1949 bis 1952 in der Bezirksklasse. Anschließend kam der Verein nicht mehr über Kreisebene hinaus. Die erste Mannschaft stieg im Jahre 2015 in die Kreisliga C ab. Es war der zweite Abstieg in Folge. Im Jahre 2019 gelang der Aufstieg in die Kreisliga B. Heimspielstätte ist der Sportplatz an der Sendstraße, der im Jahr 2015 zum Kunstrasenplatz umgebaut wurde. Zurzeit gibt es zwei Senioren-, eine Altherren-, zwei Frauen-, drei Mädchen- und 15 Juniorenmannschaften in allen Altersklassen.